# 아하경제TV
《아하경제TV》는 한국경제교육협회와 연합미디어그룹의 연합인포맥스가 공동 제작한 TV로 다양한 경제 교육 VOD를 제공한다. 어린이를 위한 경제교육 콘텐츠와 ‘10분만에 보는 책’, ‘경제 인 포켓’, ‘세계최고인 한국인을 만나다’ 등 청소년들에게 유익한 있는 콘텐츠가 풍부한 채널이다. IPTV인 SK브로드밴드의 BTV와 KT의 올레TV를 통해서 시청이 가능하며 대부분의 디지털케이블 방송을 통해서도 시청 할 수 있다.

## 연혁
- 2010년 12월 아하경제TV 송출

## 시청가이드
- IPTV

```
SK브로드밴드
 
BTV
 - 펀&조이> 아하경제TV

KT
 
올레TV
- TV앱/쇼핑가기 > 날씨/신문/교통정보 > 아하경제TV, 채널번호 797번
```

- 케이블방송

```
SK브로드밴드
 - 데이터방송 > TV라이프 > 아하경제TV

딜라이브
 - 메뉴 > Joy&Life > 아하경제TV

현대HCN
 - 메뉴 > 데이터방송 > 아하경제(증권)
```